# Пикадо
Пикадо је игра у којој један или више такмичара бацају из руке мале стрелице (пикада, на чијим крајевима су пера) у округлу мету промера 45,1 cm. Мета је подељена на делове и сваки од њих носи одређен број бодова. Мета је од дрвета пресвучена мешавином млевене плуте и оштре длаке. Налази се на стандардној удаљености 2,37 m од такмичара и обешена је на зид или неки ослонац на висини 1,73 m од пода до центра мете. Дијагонала од линије бацања до центра мете је дужине 2,934 m.
Пикадо је игра за разоноду, али и професионални спорт.
Играчи наизменично бацају по три стрелице у таблу. Сабирају се бројеви погођених поља. Циљ игре је да од договореног броја (301 или 501) играчи дођу до нуле, уз услов да последње бацање мора да буде дупло или центар (енгл. Bull's Eye, Double-Bull).
Постоји неколико различитих начина игре, али и различитих табли за пикадо. Најраспрострањенија је игра са „сат таблом“ која је настала у Енглеској 1896. године. Назив је добила по томе што подсећа на зидни сат са казаљкама. Мета је помоћу концентричних кружница подељена на кружне венце (прстенове) различите ширине. Радијус централног круга мете а има 0,6 cm, ширина венца б је 1,5 cm, венца ц 7,5 cm, венца д 0,9 cm, венца е 5,4 cm, венца ф 0,9 cm, а ободног венца 6,25 cm. Цела мета, осим круга а и венца б је подељена још у 20 једнаких (жуто-црних, црно-белих или црвено-зелених) сектора (исечака), означених бројевима од 1 до 20 на ободном венцу. Погоци се вреднују адекватним бодовима. Високи резултати се мање - више правилно смењују са ниским, тако да ако се циља висок резултат, довољна је мала грешка и да се погоди низак (највећи резултат од 20 бодова налази се између 5 и 1, на пример).

## Историја

### Мета
Првобитна мета у игри је вероватно био део дебла, његов кружни облик и концентрични прстенови који су довели до стандардног узорка даске за пикадо који се данас користи. Старији назив за пикадо је „butt“; реч потиче од француске речи but, што значи „циљ” или „мета”.
Стандардни систем нумерисаних бодова приписује се столару из Ланкашира Брајану Гамлину, који га је осмислио 1896. да казни непрецизност, иако је тај навод споран. Коришћене су многе конфигурације које се разликују по времену и локацији. Конкретно, Јоркшир и Манчестер Лог Енд даске се разликују од стандардне даске по томе што немају троструке, већ само дупле линије и центар. Манчестерска табла је мања од стандардне, са површином за игру од само 25 cm (9,8 in) у пречнику, са дуплим и биковским површинама од само 4 mm (0,16 in). Плоча Лондонске петице је још једна варијација, са само 12 једнаких сегмената, при чему су дупли и троструки широки четврт инча (6,35 mm).
Математички, уклањањем ротационе симетрије постављањем „20” на врх, постоји 19!, или 121.645.100.408.832.000 могућих пикадо мета. Много различитих распореда би казнило играча више од тренутне поставке; међутим, тренутна поставка је заправо прилично ефикасна. Објављено је неколико математичких радова у којима се разматра „оптимална“ табла за пикадо.
Пре Првог светског рата, пабови у Уједињеном Краљевству имали су пикадо даске направљене од чврстих блокова дрвета, обично брестова. Али стрелице су пробијале површину бреста тако да је било уобичајено да се рупа формира око високих двадесет. Други проблем је био што је дрво бреста требало периодично намакати да би дрво остало мекано..
Године 1935, хемичар Тед Легат и власник паба Френк Дабс почели су да користе вековну биљку, врсту агаве, за прављење мета. Мали снопови влакана сисала исте дужине били су повезани заједно. Снопови су затим компримовани у диск и везани металним прстеном. Ова нова пикадска табла била је тренутни успех. Била је издржљивија и захтевао је мало одржавања. Штавише, пикадо је мало или нимало оштећивао таблу; једноставно би се раздвојила упакована влакна при улазу стрелице у плочу.

### Пикадо
Најраније стрелице су биле шиљци стрела или самострела. Прве наменске стрелице произведене су од пуног дрвета, омотане оловном траком за тежину и опремљене крилцима направљеним од цепаног ћурећег перја. Ове стрелице су се углавном производиле у Француској и постале су познате као француски пикадо. Металне стрелице су патентиране 1906. године, али је дрво наставило да се користи до 1950-их.
Прве металне стрелице су направљене од месинга који је био релативно јефтин и лак за обраду. Дрвене осовине, са навојем како би се уклопиле у цев са навојем, биле су или испупчене као и раније или дизајниране да носе папирна крила. Ова врста стрелице је настављена да се користи до 1970-их. Са широко распрострањеном употребом пластике, осовина и крилца су почели да се производе одвојено, иако су такође били доступни једноделни пластични носач и крилца стрелице.